# Town Hall Party
De Town Hall Party was een Amerikaans countryprogramma dat werd uitgezonden door KXLA en KTTV vanuit Compton in Californiä.

## Geschiedenis
De show werd voor de eerste keer uitgezonden in de herfst van 1951 door de zender KFI (volgens andere bronnen na KXLA) en bereikte een breed publiek in de Verenigde Staten, toen ze werden overgenomen door het netwerk van de NBC. Er kwam een vrijdagavondshow en een grote zaterdagavond-uitzending, die van 1953 tot 1961 verder via KTTV op televisie werd uitgezonden. Tijdens de vroege jaren van de show werden ook thema-avonden georganiseerd zoals Jimmy Rodgers Night en Hank Williams Night.
Presentator van het programma was Jay Stewart (1918-1989), producent was Bill Wagnon en de directeurs Wesley Tuttle en de beroemde countryzanger Johnny Bond. Het programma werd live uitgezonden vanuit de Town Hall van de stad Compton. De hal werd extra zo ingericht, dat ze eruitzag als een oude schuur, net als de countryshows uit de jaren 1930 en 1940. Beroemde gasten waren onder andere Johnny Cash, Carl Perkins, Skeets McDonald en Lefty Frizzell. Het programma was zelfs zo succesvol, dat Columbia Records in 1958 een album publiceerde met optredens van de artiesten. Het succes van de Town Hall Party was vooral te danken aan het feit, dat het programma zich aan de omstandigheden van die tijd aanpaste. Rockabilly- en rock-'n-roll-muzikanten als Gene Vincent, Bob Luman en Wanda Jackson mochten regelmatig optreden of ensemble-leden worden, hetgeen ook de jonge toeschouwers aansprak.
Door talentenjachten kon de leiding nieuwe muzikanten ontdekken, die ze ervoor geschikt achtten. In 1959 werkte de band Lee Austin & the Last of the Rebels, winnaar van zo'n concours, in de Town Hall optredens af.
Na de bloeiperiode van de countryshows tijdens de jaren 1940 en 1950 verloor ook de Town Hall Party aan populariteit en ze werd in 1961 beëindigd.

## Leden en gasten
- Johnny Cash
- Carl Perkins
- Skeets McDonald
- Lefty Frizzell
- Tex Ritter
- Johnny Bond
- Tex Williams
- Merle Travis
- Gene Vincent
- Wanda Jackson
- Bob Luman
- Jim Reeves
- The Collins Kids
- Les 'Carrot Top' Anderson
- Eddie Cochran
- Bobby Helms
- The Browns
- Sammy Masters
- Gary Williams
- Eddie Kirk
- Eddie Dean
- Fiddlin' Kate
- Eddie Cletro & his Roundup Boys
- Tex Carman
- The Armstrong Twins
- Joe & Rose Lee Maphis
- Wesley Tuttle
- Jimmy Pruett